# Mantsjoekwo yuan
De Mantsjoekwo yuan (滿洲國圓) was de officiële munteenheid van het Keizerrijk Mantsjoerije, vanaf juni 1932 tot augustus 1945.
De monetaire eenheid aanhield gebaseerd op 23,81 gram puur zilver als de standaard voor één yuan. Het verving de lokale Chinese Haikwan tael, wat de gebruikelijke valuta van Mantsjoerije was voordat het Mantsjoerije-incident had plaatsgevonden.

## Geschiedenis

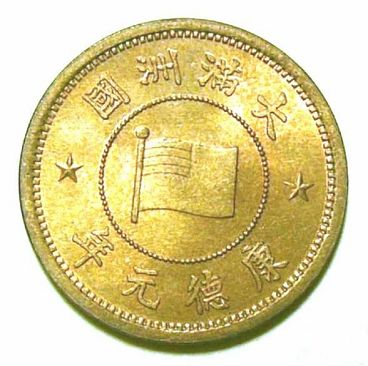
Een munt van 0,5 fēn.

In het begin werden alle munten en papiergeld door de Bank van Japan geproduceerd, maar later werd er een munthuis geopend door de Centrale Bank van Mantsjoerije in Hsinking (het huidige Changchun). Vanwege de wereldwijde fluctuatie van de prijs van zilver in de jaren dertig van de twintigste eeuw nam Mantsjoekwo de yuan van de zilveren standaard af in het jaar 1935, later werd de Mantsjoekwo yuan gekoppeld aan de Japanse yen. In het jaar 1940 werd de Mantsjoekwo yuan gebruikt om de import- en exportcijfers van Mantsjoekwo te berekenen naar landen zoals Japans Keizerrijk, Duitsland en de Verenigde Staten van Amerika.
In deze periode was de waarde van maar ongeveer de helft van alle bankbiljetten die waren uitgebracht gedekt met zilver. De bankbiljetten uitgegeven door de Centrale Bank van Mantsjoerije hadden vijf denominaties, namelijk 5 jiǎo, 1 yuan, 5 yuan, 10 yuan en 100 yuan en over het algemeen beeldden de bankbiljetten keizers van de Qing-dynastie af. Vanwege de inflatie aan het einde van de Tweede Wereldoorlog, gaven de gebieden die nog in Japanse handen waren bankbiljetten van 1000 yuan uit in 1944.

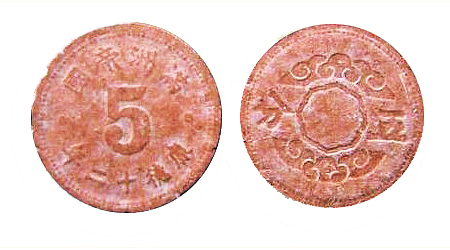
Mantsjoekwo 5 fēn vezelmunt

De Mantsjoekwo yuan was onderverdeeld in 10 jiǎo (角), 100 fēn (分) en 1000 lí (釐). Munten werden geslagen in denominaties van 5 lí tot 10 fēn.
In de jaren 1944 en 1945 produceerde Mantsjoekwo munten van 1 fēn en 5 fēn gemaakt van wat de Standaard Catalogus van Wereldmunten beschrijft als rood of bruin vezel, dit materiaal lijkt op karton en is een zeldzaam voorbeeld van munten die niet zijn gemaakt van metaal.
In 1948 na de einde van de Tweede Wereldoorlog wisselde de Tung Pei Bank (東北銀行) ongeveer twaalf miljard yuan in bankbiljetten uitgegeven door de Centrale Bank van Mantsjoerije om.

## Bankbiljetten

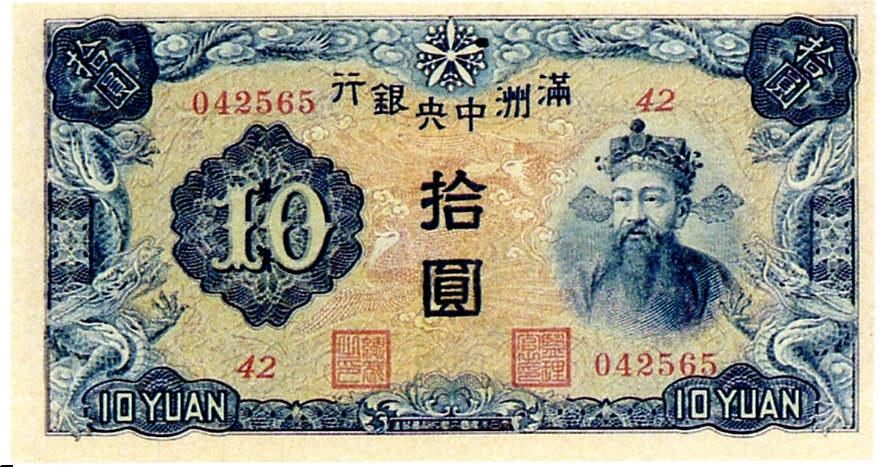
10 yuan, 1937 (voorkant) Caishen.
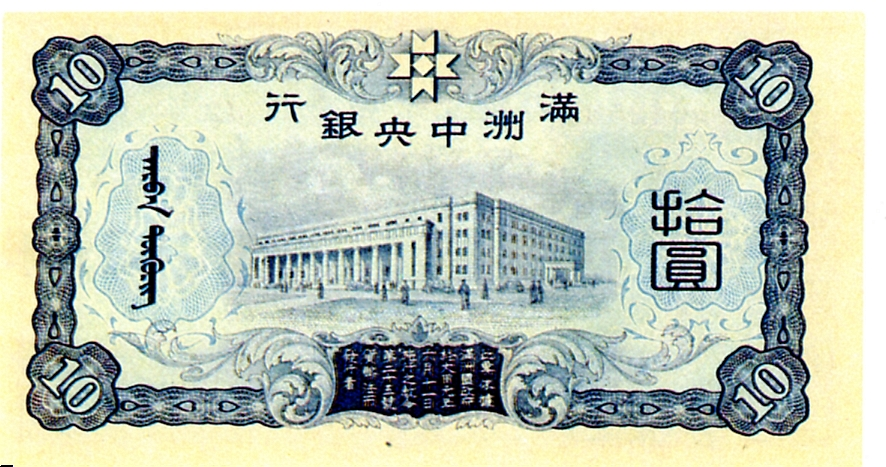
10 yuan, 1937 (achterkant), het gebouw van de Centrale Bank van Mantsjoerije.
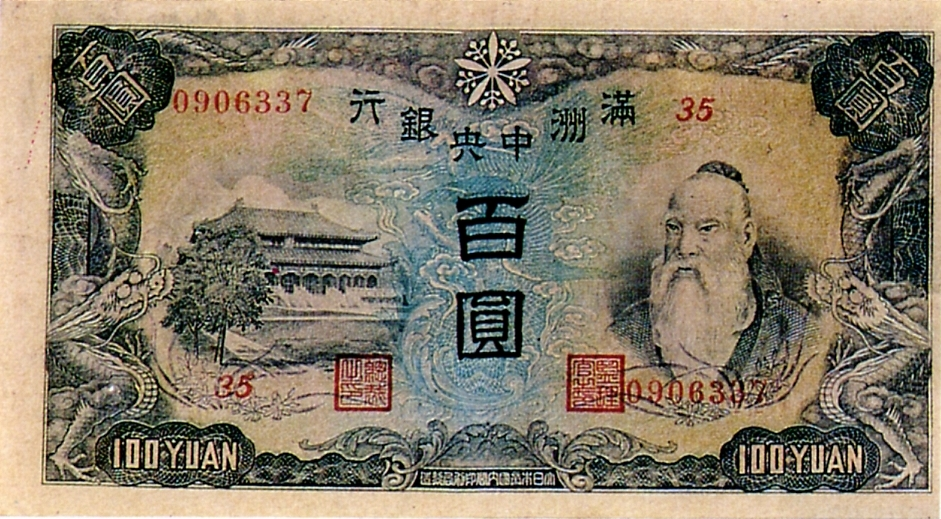
100 yuan, 1944 (voorkant) Confucius.
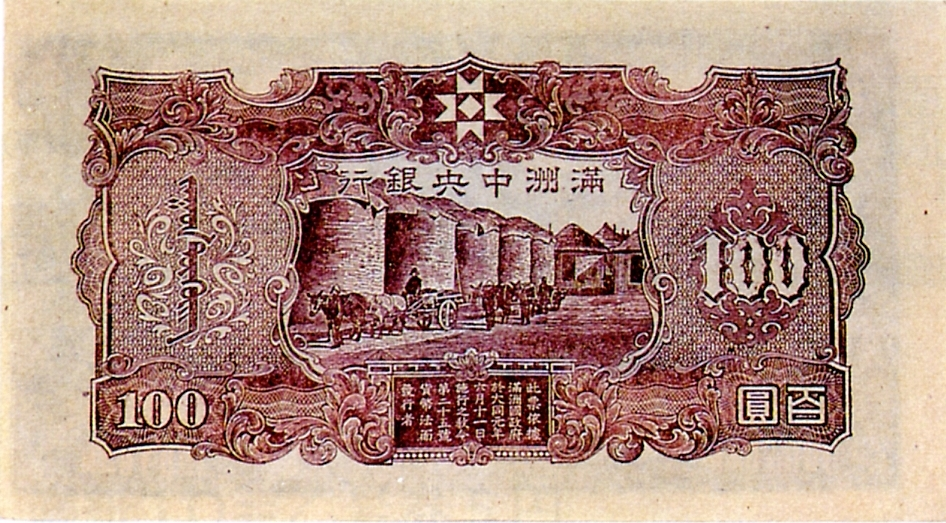
100 yuan, 1944 (achterkant), silos gevuld met sojabonen.